# Механизм Кланна
Механизм Кланна (англ. Klann linkage) — это движитель, плоский механизм, имитирующий походку животных и способный служить в качестве замены колесу.
Механизм состоит из вращающегося звена, кривошипа, двух шатунов и двух сцепок. Все звенья соединены плоскими шарнирами.
Пропорции каждого из звеньев механизма определяются необходимостью приблизить к линейному характер движения «ножки». За первые пол-оборота кривошипа «ножка» перемещается приближённо линейно, а за оставшиеся пол-оборота она поднимается на заданную высоту, прежде чем вернуться в исходное положение, и цикл начнётся снова. Два таких механизма, соединённые вместе через кривошипы, и сдвинутые друг относительно друга по фазе на пол-цикла, позволяют корпусу машины перемещаться параллельно земле.
Механизм Кланна имеет множество преимуществ шагающего механизма, и лишён, в то же время, некоторых свойственных им ограничений. Он может перешагивать через бордюры, взбираться по ступеням, которые недоступны для колёсных движителей, и в то же время этот механизм не требует управления его двигателями со стороны микропроцессоров, причём количество этих двигателей может быть уменьшено по сравнению с другими видами техники, предназначенной для выполнения тех же функций.
По своей классификации этот механизм находится между шагающими устройствами и колёсными машинами с управляемыми осями.

## Иллюстрации

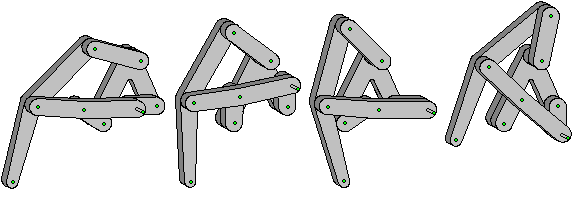
Этот рисунок показывает отдельный механизм в разных положениях: полностью вытянутая «ножка», середина шага, полностью втянутая «ножка» и поднятая «ножка». Кривошип (на самом первом рисунке слева он является крайним правым звеном) находится в четырёх положениях: 0, 90, 180 и 270 градусов

Анимированное изображение движения «ног». Ближайшие к зрителю «ноги» очерчены синим

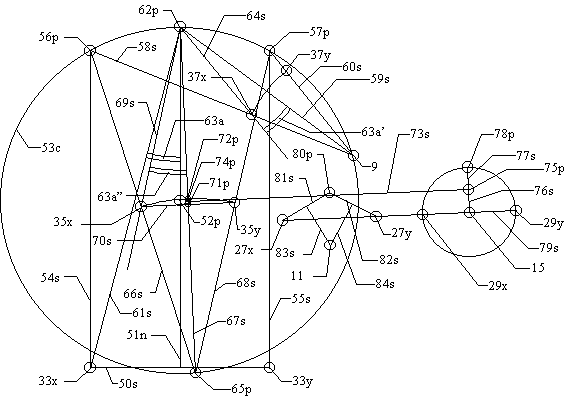
Процесс геометрического определения положений каждой из ног, требует анализа 6 переменных, как это описано в указанных ниже патентах США

## История
Механизм Кланна является не первым шагающим механизмом. Первый в мире шагающий механизм изготовил Пафнутий Чебышёв на основе своего механизма, преобразующего вращательное движение в прямолинейное. Этот шагающий механизм Чебышёва пользовался большим успехом на Всемирной выставке в Париже в 1878 году.
Механизм Кланна был разработан Джо Кланном (Joe Klann) в 1994 году как приложение к теории Бёрместера, используемой при расчётах двухшатунных четырёхзвенных механизмов. Он классифицируется как кинематическая цепь Стефенсона III типа.
- U.S. Provisional Application Ser. No. 60/074,425, was filed on Feb. 11, 1998
- US Patent 6,260,862 [2], issued July 17, 2001
- US Patent 6,364,040 [3], issued April 2, 2002
- US Patent 6,478,314 [4], issued November 12, 2002